# Urugi
Urugi (青木村 Urugi-mura?) es una villa en la prefectura de Nagano, Japón, localizada en la parte central de la isla de Honshū, en la región de Chūbu. El 1 de marzo de 2021 tenía una población estimada de 491 habitantes y una densidad de población de 11 personas por km².

## Geografía
Urugi se encuentra en el sur de la prefectura de Nagano, en la frontera con la prefectura de Aichi, a una altitud de 800 metros, rodeada de montañas de 1000 metros. Más del 80 por ciento del área de la villa está cubierta de bosques.

## Historia
El área de la actual Urugi era parte de la antigua provincia de Shinano. La villa de Toyo se estableció el 1 de abril de 1889 y se disolvió el 1 de julio de 1948, con una porción anexada por la vecina Anan, y el resto se convirtió en la villa de Urugi.

## Economía
La economía de Urugi es agrícola, con maíz, arroz, shiitake y cebolletas como cultivos principales.

## Demografía
Según los datos del censo japonés, la población de Urugi ha disminuido en los últimos 50 años.
| Gráfica de evolución demográfica de Urugi entre 1950 y 2015 |
|                                                             |
| Oficina de Estadísticas de Japón                            |